# Yeldeğen (Mazgirt)
Yeldeğen ist ein Dorf (Köy) im Landkreis Mazgirt der türkischen Provinz Tunceli. Im Jahr 2011 lebten in Yeldeğen 33 Menschen.
Yeldeğen wurde umbenannt. Im Jahr 1928 hieß das Dorf Şöbek. Das Dorf ist über eine nicht asphaltierte Straße erreichbar und liegt auf ca. 1.400 m über dem Meeresspiegel. Die Streusiedlung ist alevitisch und kurdisch geprägt. Die Häuser bestehen aus Feldstein und die Grundstücke sind ebenfalls mit Feldsteinmauern voneinander abgegrenzt.